# Thomas Pidcock
Thomas Pidcock (n. 30 iulie 1999, Leeds, Anglia, Regatul Unit) este un ciclist britanic care concurează în prezent în disciplinele de ciclocros, mountain bike și ciclism de șosea pentru Ineos Grenadiers, echipă licențiată UCI WorldTeam.

## Rezultate în Marile Tururi

### Turul Franței
1 participare
- 2022: locul 17, câștigător al etapei a 12-a

### Turul Spaniei
1 participare
- 2021: locul 67